# Ana María Hernández
Ana María Hernández Amaral (Guadalajara, Jalisco, 16 de septiembre de 1893-Ciudad de México, 29 de junio de 1988) fue una actriz mexicana. 
Se desempeñó como extra en varias películas pertenecientes a la Época de Oro del cine mexicano, en las que en su mayoría no fue acreditada.

## Biografía y carrera

### Primeros años
Ana María Hernández Amaral nació el 16 de septiembre de 1893 en Guadalajara, Jalisco, siendo hija de Luis Hernández Arroniz y Francisca Amaral.

### Trayectoria artística
En 1941, debutó en el cine durante las grabaciones de la película Los tres mosqueteros, estrenada en 1942. Su filmografía prosiguió durante la Época de Oro del cine mexicano con filmes como Cristóbal Colón (1943), Viva mi desgracia (1944), Una mujer que no miente (1945), Pepita Jiménez (1946), Pecadora, El gallo giro (1948), Coqueta (1949), y Matrimonio y mortaja (1949).
En la década de los sesenta, su actividad laboral disminuyó, pero destacó por producciones como La casa del terror (1960), Cuando regrese mamá (1961), El gato con botas (1961), El tejedor de milagros (1962), Cri Cri el grillito cantor (1963), El último cartucho (1965), Los 3 mosqueteros de Dios (1967), y La ley del gavilán (1968).
Luego de la muerte de su esposo Vicente Villalba Flores, ocurrida en los años setenta, decidió recluirse en el asilo «Casa del Actor». A pesar de esto, en 1979 se le dio la oportunidad de realizar un trabajo actoral final, apareciendo con su último personaje como extra en La tía Alejandra, una cinta de terror estrenada en 1980. Posteriormente, se retiró de forma definitiva del medio artístico.

## Muerte
El 29 de junio de 1988, falleció en Ciudad de México a los 94 años de edad, a causa de una anemia aguda no traumática y una úlcera gástrica sangrante. Su cuerpo fue enterrado en el panteón Jardines del Recuerdo, ubicado en Tlalnepantla de Baz, Estado de México.

## Filmografía
| Año  | Título                                                | Papel                              | Notas                                      |
| ---- | ----------------------------------------------------- | ---------------------------------- | ------------------------------------------ |
| 1942 | Los tres mosqueteros                                  | Dama de la corte                   | No acreditada                              |
| 1942 | Historia de un gran amor                              | Mujer entre la multitud            | No acreditada                              |
| 1943 | El circo                                              | Espectadora en circo               | No acreditada                              |
| 1943 | El padre Morelos                                      | Señora Guedéa                      | No acreditada                              |
| 1943 | Flor silvestre                                        | Espectadora en jaripeo             | No acreditada                              |
| 1943 | Cristóbal Colón                                       | Menina corte                       | No acreditada                              |
| 1943 | Cinco fueron escogidos                                | Pueblerina Yugoeslava              |                                            |
| 1943 | Mexicanos al grito de guerra                          | Invitada a cena                    | No acreditada                              |
| 1943 | Ojos negros                                           | Clienta                            | No acreditada                              |
| 1944 | San Francisco de Asís                                 | Monja                              | No acreditada                              |
| 1944 | ¡Viva mi desgracia!                                   | Mujer en feria                     | No acreditada                              |
| 1944 | El abanico de Lady Windermere                         | Invitada a fiesta                  | No acreditada                              |
| 1944 | La hija del regimiento                                | Invitada a baile                   | No acreditada                              |
| 1944 | Amok                                                  | Mujer en casino                    | No acreditada                              |
| 1945 | Me he de comer esa tuna                               | Monja que llama a Bernardo         | No acreditada                              |
| 1945 | La mujer que engañamos                                | Invitada en fiesta                 | No acreditada                              |
| 1945 | Toda una vida                                         | Invitada a fiesta                  | No acreditada                              |
| 1945 | La pícara Susana                                      | Invitada a cena                    | No acreditada                              |
| 1945 | Una mujer que no miente                               | Miembro de facultad                | No acreditada                              |
| 1945 | Soltera y con gemelos                                 | Invitada en boda                   | No acreditada                              |
| 1945 | Una canción en la noche                               | Invitada                           | No acreditada                              |
| 1945 | Flor de durazno                                       | Madre de León                      | No acreditada                              |
| 1945 | Bugambilia                                            | Mamá de Mercedes                   | No acreditada                              |
| 1945 | El que murió de amor                                  | Invitada a recepción               | No acreditada                              |
| 1945 | Las cinco advertencias de Satanás                     | Espectadora en concierto           | No acreditada                              |
| 1945 | La casa de la zorra                                   | Invitada a fiesta                  | No acreditada                              |
| 1946 | Pepita Jiménez                                        | Invitada a bienvenida de Luis      | No acreditada                              |
| 1946 | Más allá del amor                                     | Espectadora en teatro              | No acreditada                              |
| 1946 | El puente del castigo                                 | Criada                             | No acreditada                              |
| 1947 | Ángel o demonio                                       | Invitada en fiesta                 | No acreditada                              |
| 1947 | La diosa arrodillada                                  | Invitada a fiesta                  | No acreditada                              |
| 1947 | Pecadora                                              | Señora Unzueta                     | No acreditada                              |
| 1947 | Soledad                                               | Invitada a cena                    | No acreditada                              |
| 1948 | Fíjate qué suave                                      | Angustias                          |                                            |
| 1948 | En la hacienda de la flor                             | Invitada a fiesta                  | No acreditada                              |
| 1948 | El gallo giro                                         | Mujer en iglesia                   | No acreditada                              |
| 1948 | La casa de la Troya                                   | Invitada a fiesta                  | No acreditada                              |
| 1948 | Ustedes los ricos                                     | Invitada a casa de doña Charito    |                                            |
| 1949 | Salón México                                          | Profesora                          | No acreditada                              |
| 1949 | Los amores de una viuda                               | Mujer en restaurante               | No acreditada                              |
| 1949 | Soy charro de Levita                                  | Mujer busca sirvienta              | No acreditada                              |
| 1949 | El vengador                                           | Invitada a fiesta                  | No acreditada                              |
| 1949 | La dama del velo                                      | Invitada a fiesta                  | No acreditada                              |
| 1949 | Coqueta                                               | Miembro del patronato              | No acreditada                              |
| 1949 | El hijo del bandido                                   | Invitada a fiesta                  | No acreditada                              |
| 1949 | Canta y no llores...                                  | Mujer espera avión                 | No acreditada                              |
| 1949 | El baño de Afrodita                                   | Miembro del jurado                 | No acreditada                              |
| 1949 | El gran Calavera                                      | Invitada a fiesta                  | No acreditada                              |
| 1950 | Tú, solo tú                                           | Invitada a fiesta                  | No acreditada                              |
| 1950 | La dama del alba                                      | Mujer en iglesia                   | No acreditada                              |
| 1950 | Matrimonio y mortaja                                  | Invitada a fiesta                  | No acreditada                              |
| 1950 | Otra primavera                                        | Invitada a fiesta                  | No acreditada                              |
| 1950 | Pasión jarocha                                        | Pueblerina                         | No acreditada                              |
| 1950 | Sacrificio sublime                                    | Monja                              | No acreditada                              |
| 1950 | Rosauro Castro                                        | Mujer en velorio                   | No acreditada                              |
| 1950 | También de dolor se canta                             | Clienta en cabaret                 | No acreditada                              |
| 1950 | Al son del mambo                                      | Mujer en hotel                     | No acreditada                              |
| 1950 | Aventurera                                            | Invitada en fiesta                 | No acreditada                              |
| 1951 | La marquesa del barrio                                | Esposa del embajador               | No acreditada                              |
| 1951 | Negro es mi color                                     | Monja en hospital                  | No acreditada                              |
| 1951 | Doña Clarines                                         | Invitada en fiesta                 | No acreditada                              |
| 1951 | Una gallega baila mambo                               | Invitada a graduación              | No acreditada                              |
| 1951 | Buenas noches mi amor                                 | Pueblerina                         | No acreditada                              |
| 1951 | Monte de piedad                                       | Espectadora en concierto de violín | No acreditada                              |
| 1951 | La mujer sin lágrimas                                 | Invitada al recital                | No acreditada                              |
| 1951 | Retorno al quinto patio                               | Mujer en velorio                   | No acreditada                              |
| 1951 | A.T.M. ¡A toda máquina!                               | Clienta en club                    | No acreditada                              |
| 1951 | Nunca debieron amarse                                 | Invitada a boda                    | No acreditada                              |
| 1951 | Cárcel de mujeres                                     | Visitadora                         | No acreditada                              |
| 1951 | Ella y yo                                             | Invitada en fiesta                 | No acreditada                              |
| 1951 | El marido de mi novia                                 | Paciente de doctor Efren           | No acreditada                              |
| 1951 | Noche de perdición                                    | Madre de Margarita                 | No acreditada                              |
| 1951 | Mi mujer no es mía                                    | Invitada a fiesta                  | No acreditada                              |
| 1951 | Anillo de compromiso                                  | Mujer transeúnte                   | No acreditada                              |
| 1952 | El ceniciento                                         | Doña Clara (abuela de Magdalena)   | No acreditada                              |
| 1952 | La loca                                               | Esposa del canciller               | No acreditada                              |
| 1952 | Los hijos de nadie                                    | Patrona de María                   |                                            |
| 1952 | El enamorado                                          | Invitada a fiesta                  | No acreditada                              |
| 1952 | La hija del ministro                                  | Secretaria                         | No acreditada                              |
| 1952 | Sor Alegría                                           | Clienta                            | No acreditada                              |
| 1952 | Secretaria particular                                 | Doña Chonita                       | No acreditada                              |
| 1952 | Rumba caliente                                        | Invitada a fiesta                  | No acreditada                              |
| 1952 | Póker de ases                                         | Invitada a fiesta                  | No acreditada                              |
| 1953 | Pompeyo el conquistador                               | Clienta de hotel                   | No acreditada                              |
| 1953 | Acuérdate de vivir                                    | Invitada a fiesta                  | No acreditada                              |
| 1953 | La cobarde                                            | Invitada a boda                    | No acreditada                              |
| 1953 | Fruto de tentación                                    | Invitada al baile                  | No acreditada                              |
| 1953 | Mujeres que trabajan                                  | Espectadora en desfile de modas    | No acreditada                              |
| 1953 | La extraña pasajera                                   | Abuela en tren                     | No acreditada                              |
| 1953 | Mi adorada Clementina                                 | Invitada en fiesta                 | No acreditada                              |
| 1953 | Las infieles                                          | Invitada en fiesta                 | No acreditada                              |
| 1954 | Retorno a la juventud                                 | Madre de paciente adolescente      | No acreditada                              |
| 1954 | El enmascarado de plata                               | Anciana en cama                    | No acreditada                              |
| 1954 | Cuando me vaya                                        | Amiga de María en Nueva York       | No acreditada                              |
| 1954 | Los Fernández de Peralvillo                           | Invitada a fiesta                  | No acreditada                              |
| 1954 | Con el diablo en el cuerpo                            | Invitada a fiesta                  | No acreditada                              |
| 1954 | Un minuto de bondad                                   | Eulalia Farías, anciana asilo      | No acreditada                              |
| 1954 | El hombre inquieto                                    | Invitada a boda                    | No acreditada                              |
| 1954 | El río y la muerte                                    | Doña Joaquinita                    | No acreditada                              |
| 1955 | Frente al pecado de ayer                              | Marcela, abuela de Luis            |                                            |
| 1955 | La mujer X                                            | Espectadora en juicio              | No acreditada                              |
| 1955 | Historia de un abrigo de mink                         | Pueblerina chismosa                | No acreditada                              |
| 1955 | El pecado de ser mujer                                | Espectadora en teatro              | No acreditada                              |
| 1955 | De carne somos                                        | Espectadora en teatro              | No acreditada                              |
| 1955 | Escuela de música                                     | Mujer en restaurante               | No acreditada                              |
| 1955 | La venganza de los Villalobos                         | Doña Lupe                          | No acreditada                              |
| 1955 | Fugitivos: Pueblo de proscritos                       | Mercedes López                     | No acreditada                              |
| 1956 | Una movida chueca                                     | Invitada en fiesta                 | No acreditada                              |
| 1956 | Pura vida                                             | Invitada en fiesta                 | No acreditada                              |
| 1956 | El inocente                                           | Invitada en reunión                | No acreditada                              |
| 1957 | Dos diablitos en apuros                               | Abuela                             | No acreditada                              |
| 1957 | Feliz año, amor mío                                   | Invitada fiesta                    | No acreditada                              |
| 1957 | Amor del bueno                                        | Doña Carmen                        | No acreditada                              |
| 1957 | Pablo y Carolina                                      | Adela, secretaria                  | No acreditada                              |
| 1957 | La dulce enemiga                                      | Espectadora en teatro              | No acreditada                              |
| 1957 | Cuatro contra el imperio                              | Madre de José Antonio              | No acreditada                              |
| 1957 | Felicidad                                             | Mamá de Emma                       | No acreditada                              |
| 1957 | La mujer que no tuvo infancia                         | Amiga de Matilde                   | No acreditada                              |
| 1957 | Nunca me hagan eso                                    | Actriz en escena                   | No acreditada                              |
| 1957 | Esposa te doy                                         | Invitada a boda                    | No acreditada                              |
| 1958 | ¿Adónde van nuestros hijos?                           | Gertrudis                          | No acreditada                              |
| 1958 | El rayo de Sinaloa (La venganza de Heraclio Bernal)'' | Pueblerina chismosa                | No acreditada                              |
| 1958 | El águila negra contra los enmascarados de la muerte  | Invitada a boda                    | No acreditada                              |
| 1958 | Mientras el cuerpo aguante                            | Parienta de Evaristo               | No acreditada                              |
| 1959 | Señoritas                                             | Doña María (mamá de Rosa)          | No acreditada                              |
| 1959 | El sordo                                              | Invitada en fiesta                 | No acreditada                              |
| 1959 | El grito de la muerte                                 | Ama de llaves                      | No acreditada                              |
| 1960 | Un chico valiente                                     | Anciana en casa de Laura           | No acreditada                              |
| 1960 | La estrella vacía                                     | Madre de Chavalillo                | No acreditada                              |
| 1960 | La casa del terror                                    | Doña María (tía de Paquita)        | No acreditada                              |
| 1960 | Quinceañera                                           | Amiga de Carmen                    | No acreditada                              |
| 1960 | La hermana blanca                                     | Monja                              | No acreditada                              |
| 1961 | Cuando regrese mamá                                   | Doña Panchita, pariente niños      | No acreditada                              |
| 1961 | Viva Jalisco que es mi tierra                         | Invitada en fiesta                 | No acreditada                              |
| 1961 | Remolino                                              | Invitada en fiesta                 | No acreditada                              |
| 1961 | Enterrado vivo                                        | Pueblerina                         | No acreditada                              |
| 1961 | El gato con botas                                     | La dama del tiempo                 |                                            |
| 1961 | Besito a Papa                                         | Espectadora merolico               | No acreditada                              |
| 1962 | Sol en llamas                                         | Personaje desconocido              |                                            |
| 1962 | A ritmo de twist                                      | Abuela                             | No acreditada                              |
| 1962 | El cara parchada                                      | Invitada a subasta                 | No acreditada                              |
| 1962 | El tejedor de milagros                                | Mujer en iglesia                   | No acreditada                              |
| 1962 | El cielo y la tierra                                  | Residente de asilo de ancianos     | No acreditada                              |
| 1962 | Nostradamus, el genio de las tinieblas                | Ama de llaves de hipnotizador      | No acreditada                              |
| 1963 | Secuestro en Acapulco                                 | Amparito                           | No acreditada                              |
| 1963 | Voy de gallo                                          | Invitada en fiesta                 | No acreditada                              |
| 1963 | Cri Cri el grillito cantor                            | Vendedora de claveles              | No acreditada                              |
| 1965 | El último cartucho                                    | Madre superiora                    | No acreditada                              |
| 1965 | Nido de águilas                                       | Personaje desconocido              |                                            |
| 1965 | El gángster                                           | Anciana piadosa                    | No acreditada                              |
| 1966 | El derecho de nacer                                   | Invitada a fiesta de los del Monte | No acreditada                              |
| 1967 | Los tres mosqueteros de Dios                          | Anciana confesándose               | No acreditada                              |
| 1967 | Un novio para dos hermanas                            | Espectadora en teatro              | No acreditada Coproducción hispanomexicana |
| 1968 | La ley del gavilán                                    | Abuela de niño enfermo             | No acreditada                              |
| 1980 | La tía Alejandra                                      | La abuela                          | No acreditada                              |